# Jim Threapleton
James Edward "Jim" Threapleton, född 8 november 1973 i Wharfedale i North och West Yorkshire, är en brittisk (engelsk) målare och filmregissör. 
Threapleton har arbetat som tredje regiassistent på filmer som Hideous Kinky (1998), Don't Go Breaking My Heart (1999) och Mumien (1999). Sedan 2010-talet har han dock arbetat heltid som målare.
Threapleton gifte sig den 22 november 1998 med skådespelaren Kate Winslet, som han träffade under inspelningen av filmen Hideous Kinky. Efter att makarna hade fått sitt första gemensamma barn, skådespelaren Mia Threapleton (född 2000 i London), separerade paret i september 2001, med officiell skilsmässa den 13 december samma år.
År 2008 gifte han om sig med Julie Vuorinen (senare Threapleton), som arbetar som skoladministratör och lärare för elever med särskilda behov. Tillsammans har de två döttrar födda 2009 respektive 2013.
Threapleton har sedan år 2022 växlat mellan två olika boenden i London och Vancouver.

## Filmografi (i urval)

### Som regiassistent
| År   | Titel                      | Noter                                     |
| ---- | -------------------------- | ----------------------------------------- |
| 1998 | The Governess              | Tredje regiassistent                      |
| 1998 | The Jump                   | TV-serie; 4 avsnitt, tredje regiassistent |
| 1998 | Hideous Kinky              | Tredje regiassistent                      |
| 1999 | Don't Go Breaking My Heart | Tredje regiassistent                      |
| 1999 | Mumien                     | Tredje regiassistent                      |

### Som produktionsassistent
| År   | Titel      | Noter                |
| ---- | ---------- | -------------------- |
| 1996 | Neverwhere | Miniserie; 2 avsnitt |

### Som skådespelare
| År   | Titel         | Roll                     | Noter                      |
| ---- | ------------- | ------------------------ | -------------------------- |
| 1998 | Hideous Kinky | Man sittandes på en vägg | Okrediterad medverkan/roll |